# 深圳机场集团
深圳市机场（集团）有限公司（简称深圳机场集团）是总部位于中国广东省深圳市的国有企业，于1989年5月经深圳市人民政府批准成立，1994年5月完成集团化改造，以经营管理深圳市内的民航机场（深圳宝安国际机场）为主要业务，该集团为深圳市人民政府国有资产监督管理委员会直管企业。
该集团拥有上市公司深圳市机场股份有限公司。